# Nördskatagrundet
Nördskatagrundet is een van de eilanden van de Lule-archipel. Het eiland ligt ongeveer 50 meter uit de kust van het vasteland van Zweden. Het heeft geen oeververbinding en er staan een paar kleine huizen.
De Lule-archipel ligt in het noorden van de Botnische Golf en hoort bij Zweden.